# Reservas de biosfera en Colombia

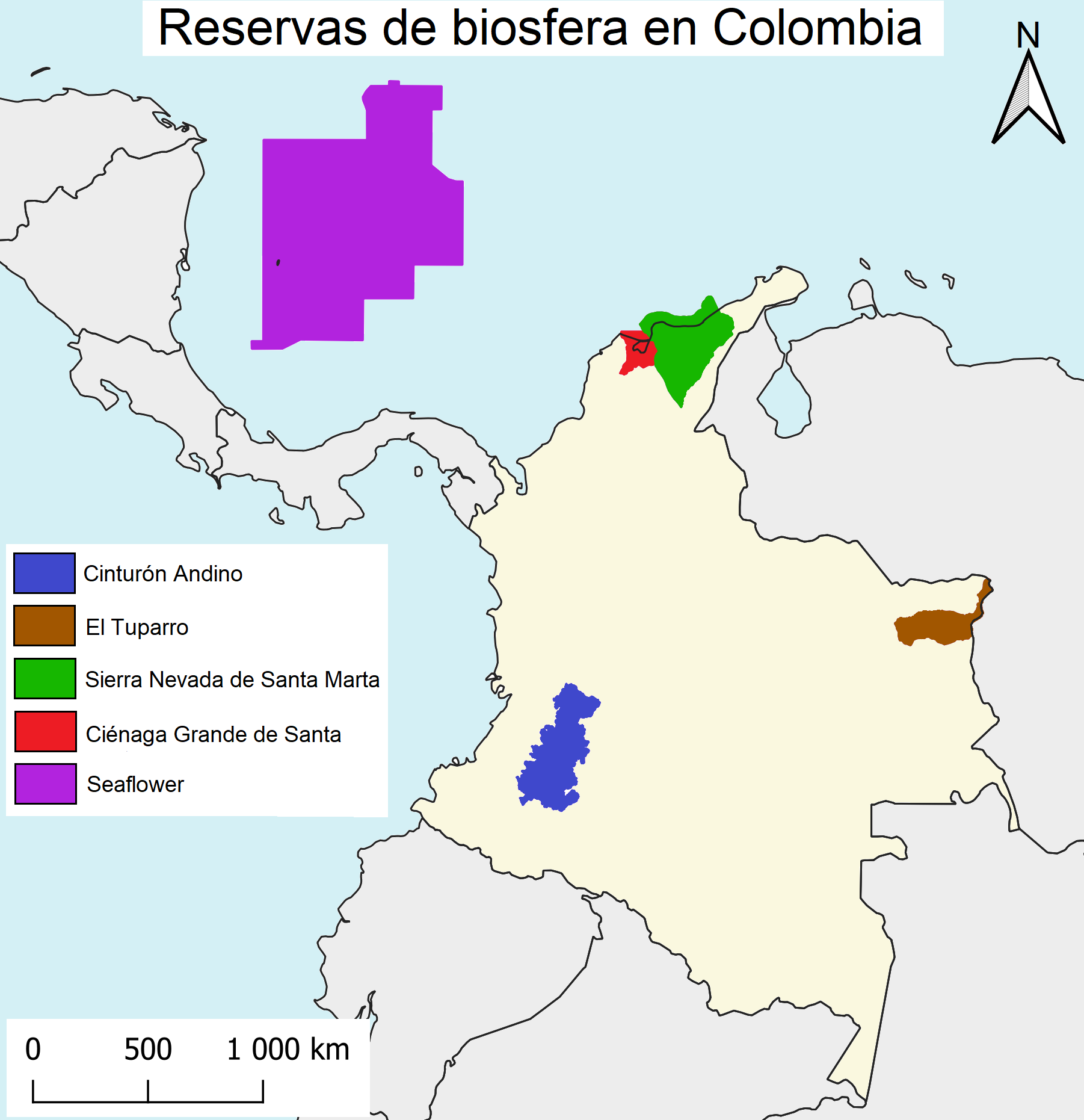
Mapa de las reservas de biosfera en Colombia

Las Reservas de Biosfera en Colombia son sitios reconocidos por UNESCO que innovan y demuestran la relación que puede alcanzar el ser humano con su naturaleza en el afán de conjugar la conservación y el desarrollo sostenible. Actualmente Colombia cuenta con 7 reservas de biosfera reconocidas por UNESCO.

## Reserva de Biosfera de Colombia
- Cinturón Andino (1979)
- El Tuparro (1979)

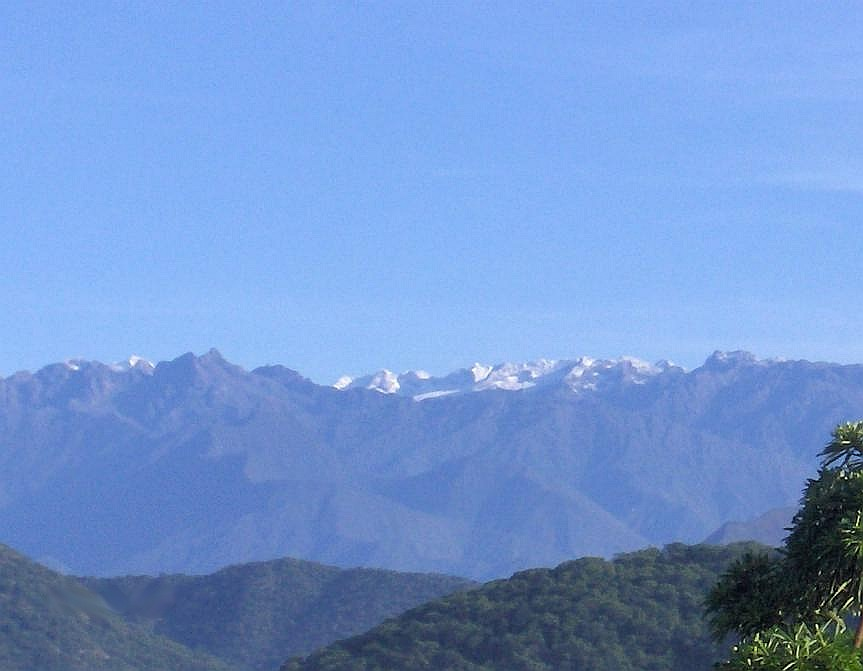
Sierra Nevada de Santa Marta

- Sierra Nevada de Santa Marta (1979)
- Ciénaga Grande de Santa Marta (2000)
- Seaflower (2000)
- Tribugá-Cupica-Baudó (2023)[2]
- Darién Norte Chocoano (2024): Abarca 301.625 hectáreas.[3]